# San Vitaliano (Italia)
San Vitaliano es un municipio italiano localizado en la ciudad metropolitana de Nápoles, región de Campania. Cuenta con 6.452 habitantes en 5,5 km².
El territorio municipal contiene la frazione (subdivisión) de Frascatoli. Limita con los municipios de Marigliano, Nola, Saviano y Scisciano.

## Demografía
| Gráfica de evolución demográfica de San Vitaliano entre 1861 y 2011 |
|                                                                     |
| Fuente ISTAT - elaboración gráfica de Wikipedia                     |